# Dimityr Chlebarow
Dimityr Panajotow Chlebarow (bułg. Димитър Панайотов Хлебаров, ur. 3 września 1934 w Jambole, zm. 28 października 2009) – bułgarski lekkoatleta, specjalista skoku o tyczce,  mistrz uniwersjady w 1961, dwukrotny olimpijczyk.

## Kariera sportowa
Zajął 17. miejsce w skoku o tyczce na mistrzostwach Europy w 1954 w Bernie i 11. miejsce na igrzyskach olimpijskich w 1960 w Rzymie.
Zdobył złoty medal na uniwersjadzie w 1961 w Sofii, wyprzedzając Gérarda Barrasa ze Szwajcarii i Ihora Petrenko ze Związku Radzieckiego. W tym samym roku został uznany za najlepszego sportowca Bułgarii.
Odpadł w kwalifikacjach na mistrzostwach Europy w 1962 w Belgradzie, na igrzyskach olimpijskich w 1964 w Tokio (nie zaliczył żadnej wysokości) i mistrzostwach Europy w 1966 w Budapeszcie.
Odniósł wiele sukcesów w mistrzostwach krajów bałkańskich, zdobywając złote medale w 1961, 1962, 1964 i 1967, srebrne medale w 1956, 1958, 1960, 1963, 1966 i 1970 oraz brązowe medale w 1959, 1960 i 1969.
Był mistrzem Bułgarii w skoku o tyczce w latach 1961–1966, 1968, 1970 i 1971, a także halowym mistrzem w 1970.
Wielokrotnie poprawiał rekord Bułgarii w skoku o tyczce od rezultatu 4,02 m uzyskanego 13 czerwca 1954 w Sofii (był to pierwszy wynik skoczka bułgarskiego powyżej 4 metrów) do 4,96 m, osiągniętego 25 września 1965 w Sofii. Ten ostatni rekord został poprawiony dopiero w 1975.